# Tambasangsang Fort
Tambasangsang Fort war eine Festung  auf dem Gebiet des heutigen westafrikanischen Staates Gambia und gilt heute als eine historische Stätte in der Upper River Region (URR).

## Lage
Tambasangsang (oder in den Schreibvarianten Tambasan Sang, Tambasanasang und Tambasensang) ist ein gambischer Ort im Distrikt Fulladu East in der Upper River Region.

## Geschichte
Bei dem Tambasangsang Fort handelte es sich um ein Fort (bzw. um eine Faktorei), dass von den ehemaligen britischen Kolonialherren in Tumana erbaut wurde. Es war eine alte Handelsstation, die als Drehscheibe für den Erdnusshandel diente, der Fluss Gambia wurde damals als primärer Transportweg genutzt.
Eine Delegation des National Centre for Arts and Culture (NCAC) in Begleitung des Ministers of Tourism and Culture, Hamat N. K. Bah, reiste Anfang Februar 2020 durch das Land und nahm verschiedene historische Stätten und Tourismuseinrichtungen in Augenschein. Darunter auch die Ruinen des Tambasangsang Forts und erklärten gegenüber der Presse, dass die Restaurierung dieser Stätte angeordnet wurde. Die Stätte sei seit sehr langer Zeit verlassen, wodurch die Strukturen baufällig geworden sind und ihre Originalität verloren haben. Bah erklärte, dass Touristen Interesse daran haben könnten sie zu besuchen, wenn diese restauriert sind.